# Uning (Syiah Utama)
Uning is een bestuurslaag in het regentschap Bener Meriah van de provincie Atjeh, Indonesië. Uning telt 58 inwoners (volkstelling 2010).